# Aleksander Famuła
Aleksander Famuła (ur. 20 września 1960 w Lublińcu) – piłkarz polski (bramkarz). Jest wychowankiem Sparty Lubliniec. Potem kontynuował karierę Górniku Zabrze oraz za granicą w takich klubach jak: SG Heidelberg-Kirchheim, Karlsruher SC i FC 08 Homburg. Obecnie nie posiada polskiego obywatelstwa. W 1983 uciekł ze zgrupowania Górnika Zabrze do Heidelbergu, gdzie obecnie mieszka.